# Колядування

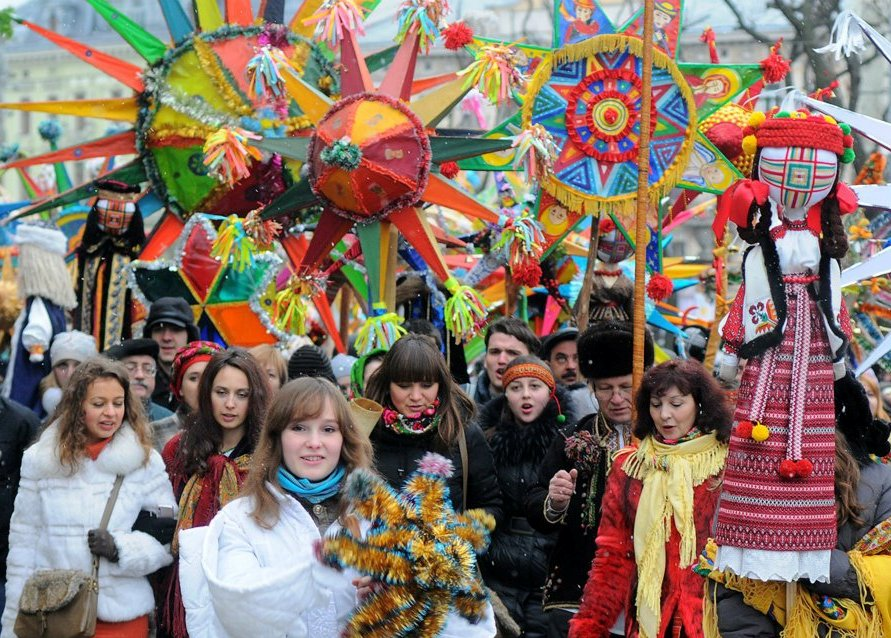
Колядники у Львові

Колядування — давній звичай зимових (переважно різдвяних) обходів із виконанням величально-поздоровчих пісень (колядок) і речитативних формул (віншівок) з метою сповіщення про
добру новину — народження Ісуса Христа. Традиційним атрибутом різдвяного обряду колядування є зірка та рушник.

## Опис

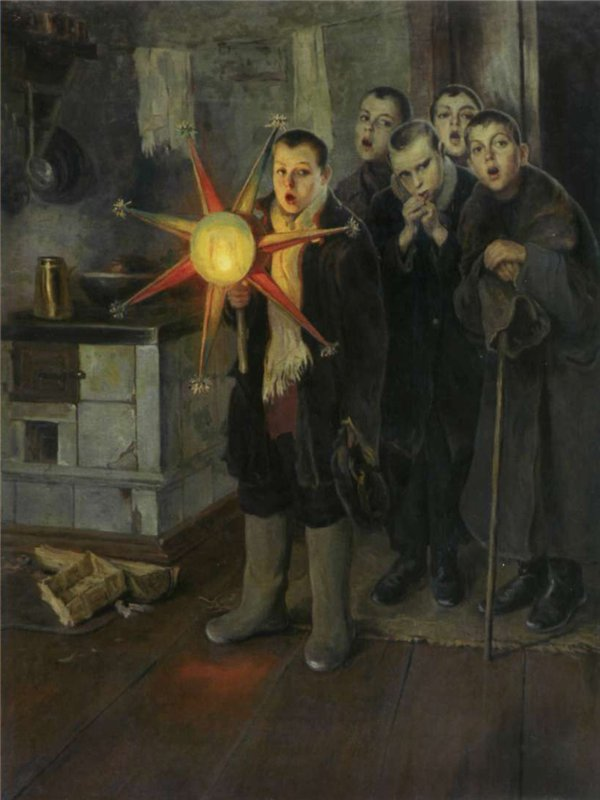
Колядники на картині Миколи Пимоненка (друга половина 1880-х)

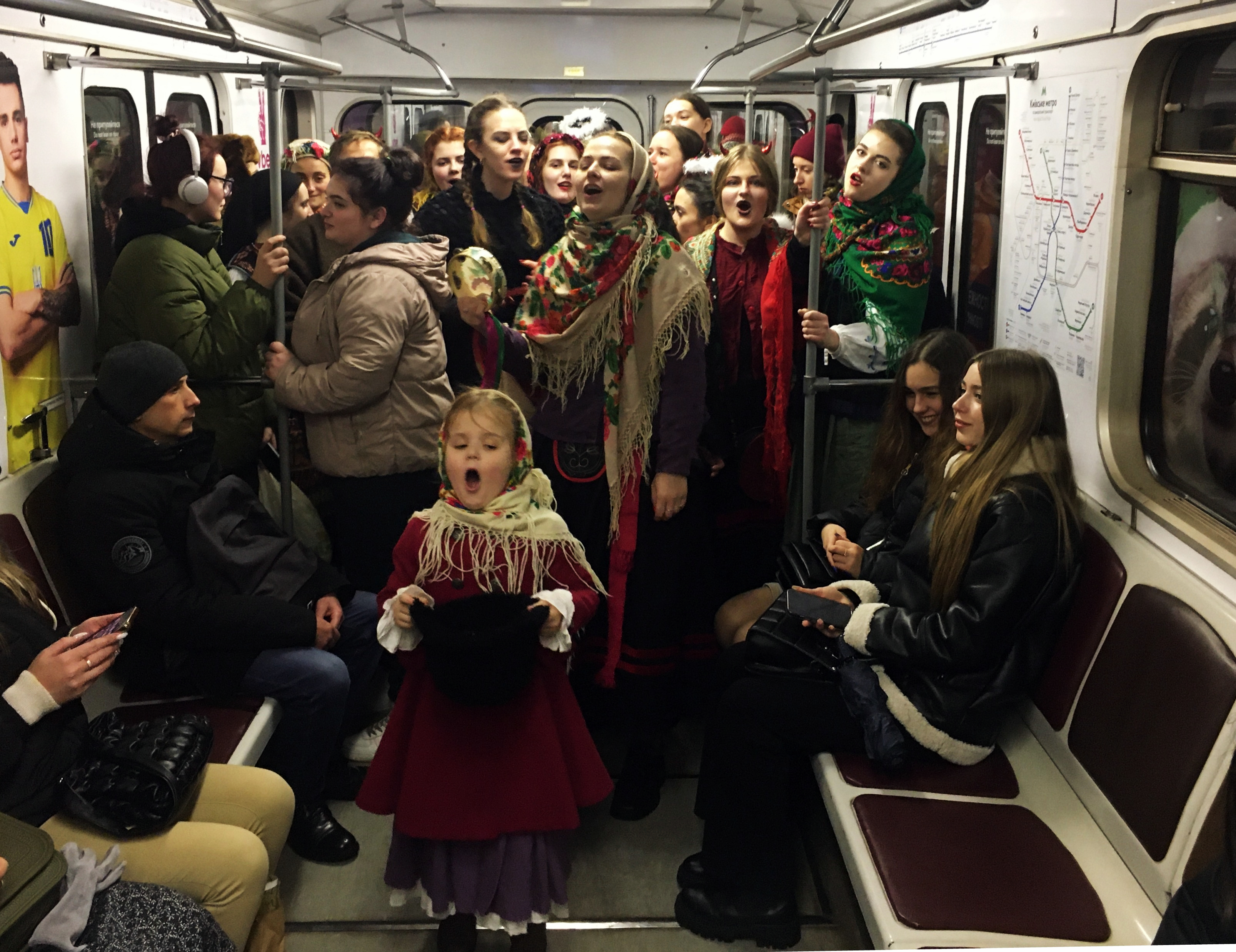
Колядники колядують у вагоні Київського метрополітену 25 грудня 2023 р.

Обряд колядування має витоки з давніх язичницьких часів та супроводжується певними театральними дійствами, насамперед ритуальним обходом дворів із величаннями та побажаннями господарю і його родині щастя, добра та злагоди. Історично обряд колядування поступово видозмінювався, включаючи нові компоненти. Цей обряд обов'язково поєднувався з відповідними обрядовими та ігровими діями, танцями, музикою, жартами тощо, які разом й надавали святу поетично-величальної піднесеності, справляли на учасників обрядових дій незабутнє емоційне враження.
Колядницькі табори, залежно від розмірів села ділилися на декілька груп по 6-10 осіб. Очолювала табір «береза» — людина, яка знала різні колядки і «вела перед». Крім берези до складу групи входили: «виборець» («скарбник»), «кінь» (міхоноша" — людина веселої вдачі, витівник) та кілька колядників і музикантів.
Колядують діти, дорослі парубки та дівчата, на Західній Україні колядують і старші люди — найчастіше чоловіки, що належать до церковного братства. Але по всій Україні першими йдуть колядувати діти. На перший день Різдвяних свят колядують і дорослі парубки — ці вже ходять із зіркою та дзвоником. Зірку роблять з дерев'яної обичайки та тоненьких дощечок —шалівок. Зірка декорується кольоровим папером, стрічками. В середині — образок «Народження Христа» і свічка. Увечері йдуть з колядою і дівчата. Дівоча ватага ходить з ліхтарем, що має вигляд місяця або зірки. Ліхтар дівчата носять не в руках, а прив'язують до довгої тички, щоб здалека було видно.

| Колядування є позацерковним звичаєм, однак із часом він був частково християнізований. Тому в тематиці колядок представлені як релігійні, так і світські мотиви — мирної хліборобської праці, козацьких військових походів, громадського та сімейного побуту тощо. Гуртувалися колядники за територіальним принципом — окремими вулицями або кутками. Обов’язково обирали серед себе старшого (отамана, березу) та міхоношу, який носив зібрані продукти. До складу ватаги нерідко входили музики й танцюристи[5]. |

## Походження
Українська народна традиція колядування тісно переплелася з церковною, на думку А. Л. Байцара, ця традиція через Польщу прийшла до України з Риму. Церковні колядки прийшли в Україну з Європи (середині другого тисячоліття). У цей період Українська церква була вже наближена до європейської (Берестейська унія 1596 р.).